# 열아홉 순정 (드라마)
《열아홉 순정》은 2006년 5월 22일부터 2007년 1월 12일까지 방영된 한국방송공사 1TV 일일연속극이다.

## 기획 의도
국제결혼을 하기위해 남한으로 넘어 온 연변처녀 국화가 예기치 못한 시련을 겪고 성장해 나가는 이야기를 그린 드라마

## 방송 시간
| 방송 채널 | 방송 기간                                       | 방송 시간                   | 방송 분량 |
| --------- | ----------------------------------------------- | --------------------------- | --------- |
| KBS 1TV   | 2006년 5월 22일~2007년 1월 12일[1회~167회(본)]  | 매주 평일 저녁 8:25~밤 9:00 | 35분      |
| KBS 1TV   | 2006년 5월 28일 [1회~5회(재)]                   | 매주 일요일 낮 1:40~3:15    | 95분      |
| KBS 1TV   | 2006년 6월 4일 [6회~10회(재)]                   | 매주 일요일 낮 1:40~2:50    | 70분      |
| KBS 1TV   | 2006년 7월 23일~2007년 1월 14일[11회~167회(재)] | 매주 일요일 낮 1:40~3:20    | 100분     |

## 등장 인물

### 주요 인물
- 구혜선: 양국화 역

19세 - 20세. 연변에서 온 중국교포 아가씨로 매우 촌스럽다. 어려운 가정형편 때문에 국제결혼을 하기 위해 서울에 온다. 긍정적이고 낙천적이며 싹싹하고 당당한 성격의 소유자로 어떤 역경과 고난도 꿋꿋하게 이겨낸다. 공부를 잘해서 학교를 졸업할 때에 우등상을 받았다. 구혜선씨는 양국화를 연기하기 위해 중국교포들의 말투를 배웠을 정도로, 빈틈없는 준비를 했다고 한다.
- 서지석: 박윤후 역

29세 - 30세. 박동국과 윤명혜의 아들. UT기획실장. 직설적이고 독선적이며 별명은 '아이스맨'이다. 허점도 많고 겁도 많은 소심남이기도 하다. 우여곡절 끝에 국화와 결혼한다.
- 이민우: 홍우경 역

29세 - 30세. 홍 영감의 장손. UT 기획실에서 근무. 박윤후의 대학 과 동기. 양복에 대한 관심이 많다. 신랑의 사망 때문에 당황하던 국화를 도와준다.
- 이윤지: 박윤정 역

23세 - 24세 . 박윤후의 여동생. 명품에 살고 명품에 죽는 트렌디걸로 별명은 단무지(단순, 무식, 지랄). 애교 많고 순수하다. 우경과 결혼한다. 온화하고 너그러운 시댁어른들과 함께 살면서 자라가는 인물.
- 추소영: 강신형 역

29세 - 30세. UT의 법무팀장. 도회적이며 능력 있는 전문직 여성으로 쿨하고 털털한 성격. 어려서 부모를 모두 잃은 아픔이 있다. 윤후를 짝사랑한다.

### 금촌 홍영감댁
- 신구: 홍복남 역

70세. 양복점 Hong's Tailor의 주인. 따뜻하고 유머러스하며 멋쟁이 로맨티스트이다.
- 강남길: 홍문구 역

51세. 홍복남의 맏아들. 경의선의 한 역인 경기도 파주시 금촌역의 역장. 너그럽고 따뜻하다.
- 김미경: 김옥금 역

48세. 가족들을 위해 헌신한 맏며느리.
- 강석우: 홍풍구 역

45세. 홍복남의 둘째 아들. 밤무대 3류 가수. 만사태평의 낙천적이고 유들유들한 성격.
- 조정린: 홍우숙 역

21세. 홍문구의 딸이자 홍우경의 여동생. 국어국문학 전공. 참하지만 통통한 몸매와 작은 키로 외모에 자신이 없다.
- 이한위: 고 씨 역

45세. 홍 영감 조수 노릇을 10년 째 하고 있다. 천성은 선하지만 게으르고 행동이 굼뜨고 말귀가 어둡다.
- 손종범: 홍순구 역

37세. 홍복남의 셋째 아들. 양국화와 결혼하려 했으나 교통 사고로 사망한다.
- 복구

홍가네 대문을 10년 가까이 지켜온 반려견.

### 윤후네
- 한진희: 박동국 역

53세. UT CEO이자 박윤후의 아버지. 무덤덤, 무뚝뚝, 무감각의 재미 없고 멋 없는 중년 남자. 다혈질에 워커홀릭.
- 윤여정: 윤명혜 역

56세. 박윤후의 어머니이자 박동국의 연상의 아내로 우리나라에서 손꼽히는 한식 요리 연구가. 집안 살림하곤 담을 쌓고 산다. 양국화와 박윤후의 결혼을 결사반대한다.
- 윤유선: 박윤지 역

33세. 박동국과 윤명혜의 큰딸. 다혈질에 자존심이 세고 성격이 만만찮다. 법학과 4학년 복학생 광만과 결혼하였으나 사법고시에 실패한 광만이 밉다.
- 안정훈: 고광만 역

38세. 박윤지의 남편. 충청도 갯마을의 8남매 장남. 천성 착하며 낙천적이지만 사법고시에 실패한 이유로 소심하고 늘 기가 죽어있다.
- 최정윤: 고나리 역

10세. 고광만과 박윤지의 외동딸. 착하고 영리하다. 외가에서 무시당하는 아빠를 챙긴다.

### 그 외 인물
- 이혜숙: 최혜숙 역

47세. 죽집 주인으로 관능의 여왕. 연하의 남편과 이혼한 과거로 연하의 남자라면 이가 갈린다. 홍 영감과 재혼한다.
- 최원준: 강건형 역

28세. 강신형의 남동생으로 대학병원 레지던트. 적극적이고 쾌활한 성격. 우숙과 사귀게 된다.
- 조미령: 나팔자 역

38세. 지방 소도시의 딸부잣집 셋째 딸. 홍풍구를 보고 한 눈에 반한 순진녀에 뚝심녀. 풍구와 연인이 된다.
- 고은미: 하수정 역

29세. 윤명혜의 반대로 헤어진 박윤후의 첫사랑. 이혼하고 돌아와 아들 우주가 박윤후의 아이라 거짓말을 하여 풍파를 일으키지만, 사실을 밝히고 미국으로 떠난다.
- 구혜령: 배춘희 역

보험회사 직원. 풍구에게 반하여 적극적으로 대시하지만 번번히 퇴짜를 맞는다. 고 씨와 연인으로 발전한다.
- 김시덕: 밤무대 MC 역
- 김하은
- 전원주
- 곽승남: 재서 역

## 시청률
- AGB 닐슨에 따르면 첫 방송 날 19.9%의 시청률로 출발한 열아홉 순정은 2007년 1월 2일에 평균 시청률 29.1%로 자체 최고 시청률 43.2%를 기록했으며, 마지막회에서도 40.5%를 기록하면서 40%대의 시청률로 막을 내렸다.

## 연장
- 2006년 11월 2일: 열아홉 순정 방영 분량이 150부작에서 17회 연장되어 167부작으로 변경 및 확정되었다.[1]

## 수상 경력
- 2006년 KBS 연기대상 남자 최우수 연기상 신구
- 2006년 KBS 연기대상 여자 신인상 구혜선
- 2006년 KBS 연기대상 여자 신인상 이윤지
- 2006년 KBS 연기대상 남자 신인상 서지석
- 2006년 KBS 연기대상 남자 조연상 이한위

## 참고 사항
- 여주인공 배역명은 당초 '단옥'이었으나 KBS 1TV 농촌드라마 <대추나무 사랑걸렸네>에 등장하는 연변 처녀 이름과 동일하여[2] 구현숙 작가의 연변 현지 가이드 이름 '국화'로 변경하였다.
- 극중 부부로 출연한 한진희와 윤여정은, 2003년 KBS 2TV에서 방영된 <저 푸른 초원 위에>에서도 부부로 호흡을 맞춘적이 있다.
- 해당드라마 OST는 극중 양국화와 박윤정 역을 맡았던 구혜선과 이윤지가 참여 하였다.